# 民主主義回復フォーラム (タンザニア)
民主主義回復フォーラム（みんしゅしゅぎかいふくフォーラム、英語: Forum for the Restoration of Democracy、略称:FORD）は、タンザニアの政党。 2002年1月18日に登録された。
2005年12月14日実施された大統領選挙 (Tanzanian elections, 2005)では候補者を出さなかったが、立憲改革国民会議・マゲウジのセンゴンド・ムヴンギ(en:Sengondo Mvungi)を支持し、ムヴンギは0.49%の得票率で候補者10人中5位につけた。